# Ильченко, Дмитрий Витальевич
Дмитрий Ильченко (укр. Дмитро Ільченко, род. 9 июля 1996, Мироновка, Киевская область) — украинский гандболист, линейный сборной Украины.

## Биография
Дмитрий Ильченко родился 9 июля 1996 года в украинском городе Мироновка Киевской области.
В 2009 году стал заниматься гандболом на базе БВУФК в Броварах.
Играет в гандбол на позиции линейного. В 2014 году дебютировал в чемпионате Украины в составе ЗНТУ-ЗАС из Запорожья. В 2017 году перешёл в донецкий «Донбасс», в составе которого в 2018 году стал бронзовым призёром чемпионата и Кубка Украины, после чего вернулся в Запорожье. В составе ЗТР в 2019 году завоевал серебро чемпионата и Кубка Украины.
В 2020 году перешёл в московский ЦСКА. В его составе в сезоне-2020/21 стал серебряным призёром чемпионата России и бронзовым призёром Кубка России.
В составе сборной Украины в 2020 году участвовал в чемпионате Европы, провёл 3 матча, забросил 2 мяча.